# 로버트 월더스
로버트 월더스(네덜란드어: Robert Wolders, 1936년 9월 28일 ~ 2018년 7월 12일)는 네덜란드의 텔레비전 배우로 U.N.C.L.E., Bewitched and The Mary Tyler Moore Show와 같은 시리즈에 출연하고 U.N.C.L.E.에서 그의 역할로 유명하다. 그는 멀 오베론과 결혼했고 오드리 헵번의 오랜 파트너였다.